# Hamza Zaidi
Hamza Zaidi,(sinh ngày 6 tháng 11 năm 2002) là một cầu thủ bóng đá người Algérie thi đấu cho JS Saoura ở vị trí tiền đạo.